# 北陸乳業
北陸乳業株式会社（ほくりくにゅうぎょう）は、かつて石川県七尾市に本社を置いていた食料品（牛乳、乳製品）の製造・販売を営む企業である。

## 概要
1948年（昭和23年）に七尾牛乳として、石川県購買農業協同組合連合会の直営乳業工場として発足する。 1972年（昭和47年）11月から株式会社として操業を開始。

## 沿革
- 1948年 - 七尾牛乳として発足[1]
- 1971年11月 - 全農・農畜産業振興事業団・北陸三県・生産者団体の出資により設立。
- 1975年9月20日 - 七尾市と公害防止（環境保全）協定を締結[2]
- 2007年（平成19年）- 3月25日の能登半島地震で一部損壊する。
- 2010年11月12日 - 社団法人日本乳業協会会長より感謝状を授与[3]
- 2011年4月1日 - 牛乳の消費低迷や施設の老朽化のため、小松牛乳と事業統合。能美市にアイ・ミルク北陸が設立[4]。

## 消毒薬混入事件
2001年、北陸乳業製の牛乳を飲んだ幼稚園児2名が嘔吐する事件が発生。石川県による検査の結果、消毒剤が混入していたため一時期営業禁止を受けたが、製造過程を改善し、厚生労働省のHACCPが再度承認されるまでに復活した。